# Palácio do Estado Maior
O Palácio do Estado-Maior (em russo: Здание Главного штаба) é um edifício com uma fachada em forma de arco de 580 metros de comprimento, situado na Praça do Palácio, em São Petersburgo, na Rússia, em frente do Palácio de Inverno.
O edifício neoclássico monumental foi projetado por Carlo Rossi no estilo império e construído entre 1819 e 1829. Consiste em duas asas, que são separadas por um arco triunfal tripartita decorado pelos escultores Stepan Pimenov e Vasily Demuth-Malinovsky e comemorando a vitória russa sobre a França napoleônica na Guerra Patriótica de 1812. O arco liga a Praça do Palácio através da Rua Bolshaya Morskaya para Nevsky Prospekt.
Até a capital ser transferida para Moscou em 1918, o edifício serviu como sede do Estado-Maior (ala ocidental) e Ministério das Relações Exteriores e Ministério das Finanças (ala leste).
A ala ocidental hospeda agora as matrizes do Distrito Militar Ocidental. A asa oriental foi dada ao Museu Hermitage em 1993 e o interior foi amplamente remodelado.